# Zwack

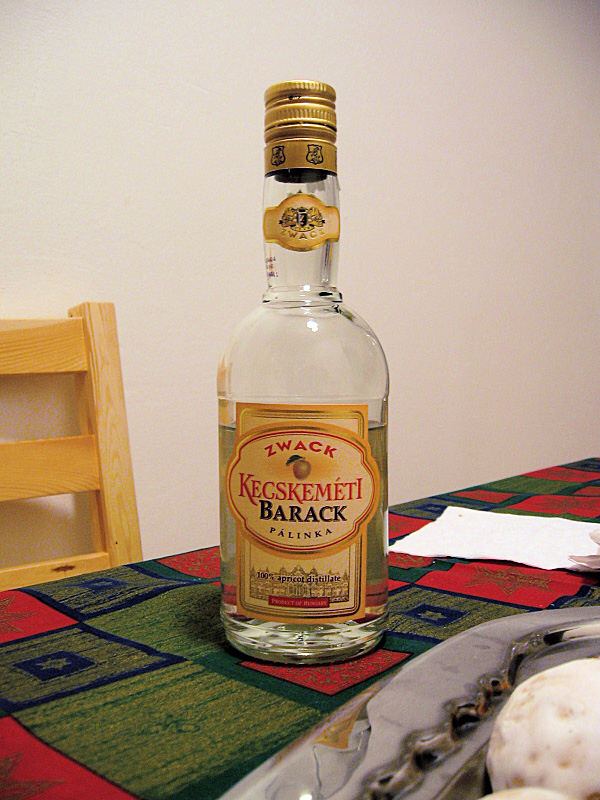
Une bouteille d'eau-de-vie à l'abricot (barack).

Zwack (Zwack Unicum Nyrt.) est une société hongroise, fondée par József Zwack, produisant diverses liqueurs traditionnelles nationales et du vin depuis 1790. Leur produit le plus connu est Unicum, une liqueur à base de plantes, qui est exportée vers 40 pays dans le monde, parfois sous la dénomination commerciale Zwack. La société produit également diverses eaux-de-vie hongroises, et s'occupe de la distribution de vins hongrois, parmi lesquels plusieurs millésimes de Tokay.
Les principales marques de la société Zwack comprennent Unicum, Unicum Next une version adoucie d'Unicum, une eau-de-vie de poire (Vilmoskörte palinka), une liqueur d'orange, St. Hubertus, une eau-de-vie d'abricot (Fütyülős barack pálinka) et une eau-de-vie de prune casher (Kosher szilva palinka).